# Karl Ruhrberg
Karl Ruhrberg (* 9. November 1924 in Elberfeld; † 5. April 2006 in Oberstdorf) war ein deutscher Museumsdirektor, Ausstellungsmacher und Verfasser zahlreicher Schriften zur Gegenwartskunst.

## Werdegang
Karl („Charlie“) Ruhrberg wurde als Sohn von Carl und Elisabeth Ruhrberg (geb. Hagenkötter) geboren. Er studierte in Köln Kunstgeschichte, Theaterwissenschaft und Germanistik. Nach dem Studienabschluss war er von 1956 bis 1962 Feuilleton-Redakteur der Düsseldorfer Nachrichten und künstlerischer sowie dramaturgischer Berater der Wuppertaler Bühnen. Von 1962 bis 1964 wechselte er unter Hermann Juch als Chefdramaturg an die Deutsche Oper am Rhein. Er war unter anderem Herausgeber des Jahrbuchs Deutsche Oper am Rhein 1958–1960 und weiterer opernspezifischer Titel.

## Museumsleiter
1965 wurde er zum Gründungsdirektor der Städtischen Kunsthalle Düsseldorf berufen, wo er Übersichtsausstellungen von Joseph Beuys, Edward Kienholz und Mark Rothko zeigte. In der Umbauphase zwischen den großen Ausstellungen führte Ruhrberg von 1969 bis 1973 die experimentelle Ausstellungsreihe between ein, die von Jürgen Harten kuratiert wurde und bei der neue, offenere Ansätze der Kunstvermittlung erprobt wurden. Dabei fanden unter anderen die Künstler Marcel Broodthaers, Robert Filliou, Gilbert & George, Klaus Rinke und Franz Erhard Walther eine frühe Präsentationsmöglichkeit.
Ab 1972 leitete Ruhrberg das Berliner Künstlerprogramm des Deutschen Akademischen Austauschdienstes (DAAD) in Berlin, das Musik, Literatur, bildende Kunst und Film umfasste. 1973 wurde Ruhrberg – zusammen mit Wieland Schmied – mit der Vorbereitung der documenta 6 beauftragt. Beide Ausstellungsmacher gaben nach Konflikten über die Konzeption 1974 den Auftrag zurück, die documenta wurde – mit einem Jahr Verspätung – erst 1977 eröffnet. Ruhrberg begründete seinen Entschluss damit, dass in Kassel offensichtlich „[…] keine Ausstellungsmacher erwünscht sind, sondern Bürovorsteher“.
1978 wechselte er als Direktor an das zwei Jahre zuvor gegründete Museum Ludwig in Köln, die Position kündigte er 1984 wegen Zuständigkeits- und Finanzproblemen. Anschließend beriet Ruhrberg die Stadt Köln in künstlerischen Fragen.

## Freier Kurator und Autor
Ab 1987 betätigte sich Ruhrberg als Kunstberater, freier Ausstellungsmacher und als Autor zahlreicher Kunstbücher. Zu seinen wichtigsten Publikationen zählen die Monographien über Emil Schumacher (1987), Georg Meistermann (1991), Alfred Schmela (1996) und Friedensreich Hundertwasser (1998). Viel beachtet waren seine Betrachtungen Der Schlüssel zur Malerei von heute (1965), Kunst im 20. Jahrhundert im Museum Ludwig (1986), Die Malerei unseres Jahrhunderts (1987, 1997) und Die Malerei in Europa und Amerika (1992). Eine hohe Auflage in deutscher und englischer Sprache erreichte das im Kölner Taschen Verlag erschienene Sammelwerk Die Kunst des 20. Jahrhunderts, Band 1 (1998), bei dem er – neben Klaus Honnef – einer der Hauptautoren war.
Von 1970 bis 1975 war er Präsident der bundesdeutschen Sektion der Association Internationale des Critiques d’Art (AICA), später dessen Ehrenmitglied. Seit 1952 war er mit Elfriede Ruhrberg (geb. Bierbichler) aus Oberstdorf verheiratet. Die Tochter Bettina Ruhrberg ist Leiterin des Mönchehaus Museums Goslar.

## Ehrungen
Ruhrberg wurde am 19. März 1989 mit dem Verdienstorden des Landes Nordrhein-Westfalen ausgezeichnet.